# Trio Rio
A Trio Rio egy német pop-, eurodisco- és dance együttes. 1983-ban alapították meg Kölnben, és 1987-ig működtek. Frontemberük Peter Fessler (1959–). Legismertebb daluk a "New York - Rio - Tokyo".

## Története
Az együttest 1983-ban alapították meg Kölnben. Első albumuk 1986-ban jelent meg. Az együttes két nagylemez után 1987-ben feloszlott. Posztumusz kislemezük, a Greatest Love 1990-ben jelent meg.

## Diszkográfia

### Stúdióalbumok
- Trio Rio (1986)
- Voodoo Nights (1987)

### Kislemezek
- I'm Still In Love With You (1986)
- New York - Rio - Tokyo (1986)
- Voulez Voulez Vous (1987)
- Greatest Love (1990)
- Who Dat, Mon? (1993)